# Куправская волость
Ку́правская во́лость — одна из 19 волостей Балвского края. Является самой маленькой волостью в Латвии. Административный центр волости — село Куправа.
До 2021 года находилась в составе Вилякского края. В результате новой административно-территориальной реформы Вилякский край упразднили, а Куправскую волость включили в Балвский край.

## Население
Крупнейшим населённым пунктом волости является село Куправа.
По данным переписи населения Латвии 2011 года, из 398 жителей Куправской волости латыши составили 45,73 % (182 чел.), русские — 40,70 % (162 чел.), украинцы — 6,28 % (25 чел.), белорусы — 3,02 % (12 чел.), поляки — 3,02 % (12 чел.). На начало 2015 года в волости имелось 336 постоянных жителей.
По данным на начало 2023 года, в Куправской волости насчитывалось 263 жителя, в том числе латышей — 121 чел., русских — 107 чел., прочих (включая лиц, не указавших свою национальную принадлежность) — 35 чел.